# Express Poranny
Express Poranny – dziennik warszawski, wydawany w latach 1922–1939 przez koncern Dom Prasy S.A. W latach 1925–1931, gdy redaktorem naczelnym był Zygmunt Augustyński, miał charakter nowoczesnej gazety codziennej z szybką, krótką informacją polityczną. Po roku 1931 dziennik coraz silniej wiązał się z obozem Sanacji i ulegał tabloidyzacji.
Istniały również jego mutacje dla innych miast, m.in. „Dziennik Białostocki”.
Do 1939 siedziba redakcji i drukarnia „Expressu” mieściły się w Domu Prasy przy ul. Marszałkowskiej 3/5.